# Kull
Kull z Atlantydy – fikcyjna postać stworzona przez Roberta E. Howarda. Po raz pierwszy pojawił się w opowiadaniu Królestwo Cieni (ang. The Shadow Kingdom) w magazynie Weird Tales w 1929 roku. Obecnie tekst ten można znaleźć w zbiorze Kull. Banita z Atlantydy.  Postać pojawiła się w filmie z 1997 roku pod tytułem Kull Zdobywca. W czerwcu 2017 roku Kull pojawił się w komiksie autorstwa Toma Waltza oraz Luca Pizzari.

## Charakterystyka postaci

### Historia
Kull pochodzi z Doliny Tygrysów w Atlantydzie. Został wychowany przez żyjące tam dzikie zwierzęta. Został wygnany z rodzimego kraju po tym, jak bezprawnie skrócił cierpienia płonącej na stosie dziewczyny przez rzucenie jej sztyletem prosto w serce. Jako dorosły mężczyzna objął tron kraju wrogiemu swoim rodzinnym ziemiom, Waluzji, stając się jej królem.

### Charakter
Król Waluzji sprawia często wrażenie prostackiego barbarzyńcy: wiele spraw załatwia siłą i nie brakuje mu odwagi, ale również często się wścieka. Jest doskonałym wojownikiem, którego broń zawsze trafia celu. Jako człowiek szczery nie do końca rozumie też polityczne intrygi, dlatego często wplątuje się w tarapaty, z których zwykle ratuje go jego przyjaciel, Brule Żelazna Tarcza. Nie szanuje tradycji, uznając ją za coś głupiego, co również często sprowadza na niego kłopoty. Jest osobą honorową, która nie pozwala się obrażać. Jednocześnie nie jest postacią bezmyślną. Nie przyjmuje każdego rzuconego mu wyzwania (tak, jak odmówił Ka-nu, uznając, że nie zniszczy jego pokojowego przybycia tylko przez własne porywy serca). Przejawia postawę filozofa: często zastanawia się nad sensem życia i analizuje otaczającą go sytuację.

## Prawa autorskie
Imię Kulla tak samo jak imiona pozostałych głównych bohaterów Roberta E. Howarda są zastrzeżone przez Cabinet Entertainment. Firma posiada również prawa autorskie do opowiadań napisanych przez innych autorów, których akcja odbywa się w świecie autora.